# 田中早苗 (アナウンサー)
田中 早苗（たなか さなえ、1970年10月5日 - ）は、鹿児島放送 (KKB) のアナウンサー。鹿児島県鹿児島市出身。

## 来歴
鹿児島女子大学（現・志學館大学）を卒業後、1993年4月にKKBに入社。。同期に元同局アナウンサーの橋本広美がいる。
KKB在籍中に2児の母となる。それに伴い、2003年12月までの1年間、および2010年5月から2011年3月までの10か月間産休・育休を取っていた。

## 担当番組
☆は現在出演している番組
- えぷろんQ[1]
- かごしまシティチャンネル[1]
- 川島葉留美の漢方相談[1]
- 口コミTVマミーズクラブ → クチコミTVマミーズクラブ - MC[4]
- コープdeQ[5]
- ぷらナビ+ - 中継コーナー「さなえがきょろり」担当[3]
- 県政インフォメーション[6]
- かごしま“ひと”最前線[7]
- ひる前!ときめきTV[7]
- かごしま ときめきTV[8]（2014年9月29日 - 2015年3月31日）
- KKBニュース
- ですです。- MC ☆